# Pantarbes scinax
Pantarbes scinax is een vliegensoort uit de familie van de wolzwevers (Bombyliidae). De wetenschappelijke naam van de soort is voor het eerst geldig gepubliceerd in 1984 door Hall and Evenhuis.